# Лепе, Ана Берта
А́на Бе́рта Ле́пе (исп. Ana Bertha Lepe, МФА (исп.): [ˈana ˈβerta ˈlepe]; 12 сентября 1934, Теколотлан — 24 октября 2013, Мехико) — мексиканская актриса.

## Биография
Ана Берта родилась 12 сентября 1934 года. Её отец был кинотехником.
В 1952 году Ана Берта появилась на телеэкранах в нескольких телесериалах, а также выиграла конкурс «Мисс штата Мехико». В 1955 году она снялась в кубинском фильме Una gallega en La Habana. В 1959 году Ана Берта сыграла в сериале Señoritas, главную роль в котором исполнила Кристиан Мартель, мисс Вселенная 1953 года (в этом конкурсе Ана заняла третье место).
В 1960 году отец Аны застрелил её жениха, актёра Агустина де Анда, из-за чего она исчезла на несколько лет из шоу-бизнеса. В 1977 году Ана Берта снялась в телесериале «Договор любви».
Ана Берта Лепе умерла 24 октября 2013 года.